# Armin Suppan
Armin Suppan (* 16. Oktober 1959 in Graz) ist ein österreichischer Blasmusiker und Komponist.
Der Sohn des Musikwissenschaftlers Wolfgang Suppan studierte Musik an der Universität für Musik und darstellende Kunst Graz sowie an der Hochschule für Musik Detmold; 1984 erlangte er dort sein Diplom im Fach Waldhorn bei Michael Hoeltzel; 1987 Sponsion zum Mag. art. in Graz. Ergänzende Dirigier- und Kammermusikstudien absolvierte er bei Walter Hügler in Biel und bei Milan Turković in Wien. Zunächst als Dirigent von Blasorchestern im südbadischen Raum (Kappelrodeck, Ortenberg) tätig, begann er 1994 die Militärkapellmeister-Ausbildung in Österreich; 1999 Militärkapellmeister-Prüfung. Im selben Jahr trat er in den Lehrkörper des Johann-Joseph-Fux-Konservatoriums des Landes Steiermark in Graz ein, wo er die Bläserabteilung sowie das Blasmusik-Informationszentrum leitet. Armin Suppan hat international als Blasmusikfachmann und Instrumentator für das Symphonische Blasorchester Anerkennung gefunden.

## Ausgewählte Werke
- Johann-Joseph-Fux-Suite, Freiburg 1987, Schulz.
- Rondo für Schulorchester, für solistische Bläser und Streichquartett, Freiburg 1988, Schulz (Musik aus der Steiermark, Heft 128).
- Schlossberg-Hymne, Freiburg 1988, Schulz.
- Wiener Barock-Ouvertüre, Bad Aussee 1993, Adler.
- Ortenberg-Fanfare, Bad Aussee 1996, Adler.
- Nordpol-Fanfare, Bad Aussee 1997, Adler.
- Dream Day. Festlicher Tagesanbruch, Bad Aussee 1998, Adler.
- Etüden und Vortragsstücke für Waldhorn, Freiburg 1980, Schulz.

## Schriften
- Repertorium der Märsche für Blasorchester. 2 Bände, Tutzing 1982 und 1990 (Alta musica 6 und 13).
- mit Wolfgang Suppan: Das Neue Lexikon des Blasmusikwesens. 4. Auflage, Freiburg 1994, ISBN 3-923058-07-1.